# پاپ (آلاباما)
پاپ (به انگلیسی: Pope) یک منطقهٔ مسکونی در ایالات متحده آمریکا است که در شهرستان مرنگو، آلاباما قرار دارد. پاپ ۴۶٫۰۳ متر بالاتر از سطح دریا واقع شده‌است.